# Army Transport Service

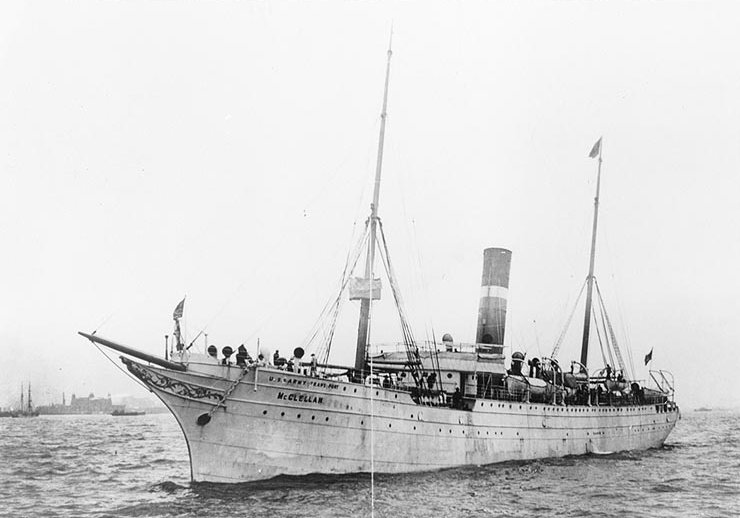
USAT McClellan (Transport, 1898–1919)

L'Army Transport Service (ATS) est un service de navires de transport de l'United States Army, à la fois pour le transport de troupes et de fret entre les ports des États-Unis et d'outre-mers ,.

## Histoire
Il est fondé à la suite de la guerre de sécession en 1861.